# マリナー・オブ・ザ・シーズ
マリナー・オブ・ザ・シーズ（Mariner of the Seas）は、ロイヤル・カリビアン・インターナショナルが運航しているクルーズ客船。

## 概要
フィンランドのクヴァナー・マサ造船所で建造され、2003年に就航した。